# Robe à la française

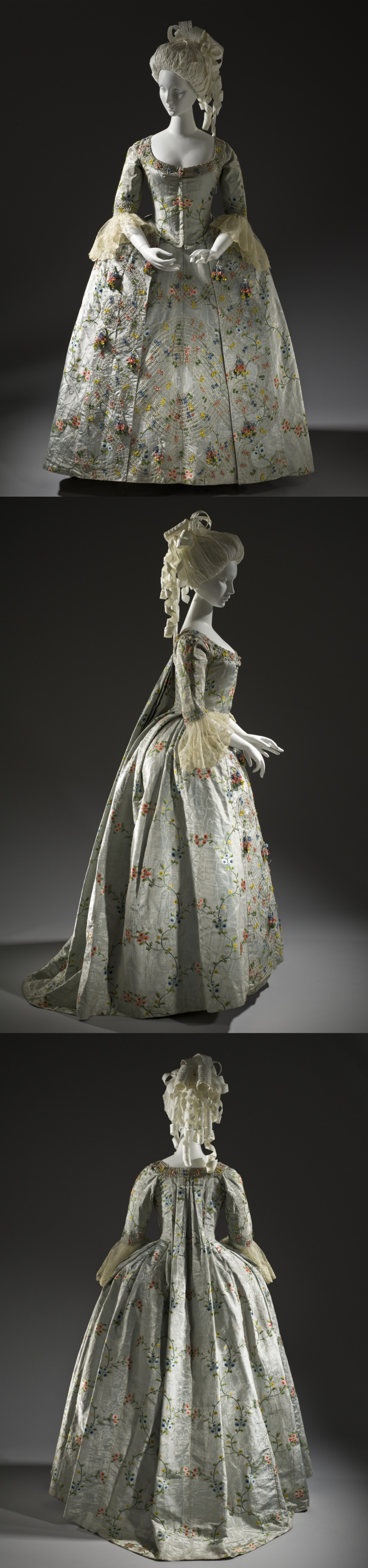
Przykład uproszczonej sukni ze schyłkowego okresu panowania mody, bez bawetu, z brzegami stanika schodzącymi się do środka. Robe à la française, prawdopodobnie model niderlandzki, ok. 1775, Los Angeles County Museum of Art.

Robe à la française, roba francuska, suknia w stylu francuskim, suknia francuska – typ wywodzącej się z Francji reprezentacyjnej sukni kobiecej do wielkiego stroju, noszonej na dworach europejskich od lat 30. do lat 90. XVIII w. Pierwotnie uważana za suknię swobodną, o nieformalnym charakterze, stała się w połowie XVIII w. strojem dworskim, by w latach 70 i 80. XVIII. nabrać cech ubioru ceremonialnego.
Cechą wyróżniającą robe à la française było ukazanie szaty spodniej. Suknia typu francuskiego była rozpinana na owalnej rogówce, nieraz sporych rozmiarów.
Należąca do kategorii otwartych z przodu sukni typu roba, robe à la française była kreacją najbardziej charakterystyczną dla XVIII-wiecznej mody europejskiej.

## Krój sukni
Typowy krój sukni à la française był dwudzielny. Spódnica spodnia była rozłożona na stelażu. Na nią nakładano suknię wierzchnią, zwykle krojoną wraz z trenem (manteau). Rozchylona suknia wierzchnia ukazywała spódnicę, która w wypadku strojów reprezentacyjnych zazwyczaj była obficie zdobiona pasmanterią i koronkami. Suknia à la française wyróżniała się dopasowanym stanikiem, który był rozcięty na całej długości.
Rękawy robe à la française najczęściej wykrawano jako krótkie, sięgające maksymalnie łokcia. Tego typu rękawy ozdabiane były koronkowymi falbanami przy zgięciu łokciowym. Drugi typ rękawów, szczególnie rozpowszechniony pod koniec panowania mody robe à la française, krojony był wąsko i zakończony kolistą falbaną, wykonaną z materiału wykorzystywanego na całą suknię, dodatkowo uzupełnianą kilkoma rzędami koronek (engageantes). Dekolt sukni à la française z reguły był prostokątny. Karczek miał zaokrągloną linię wycięcia, zachodząc wysoko na ramiona
Suknie w typie francuskim wykonywane były z gładkich i wzorzystych tkanin jedwabnych. Najczęściej stosowano delikatne, pastelowe barwy, które miały dodać lekkości sukniom zakładanym na sztywne gorsety i rogówki. Obok starszych wzorów, takich jak duże kwiaty, łodygi roślinne czy wijące się wstęgi, stosowano drobne rzuty kwiatowe, m.in. bukieciki oraz pasy.
Pożądanej zwiewności dodawały sukniom à la française nie tylko barwy zużywanych na stroje tkanin, ale również koronkowe i tiulowe dodatki, wstążki czy dopinane do sukni bukieciki sztucznych kwiatów. Szczególnie bogato dekorowana była spódnica spodnia. Około połowy XVIII w. na robe à la française zużywano ponad 10 m tkaniny jedwabnej.

## Zmiany sylwety sukni

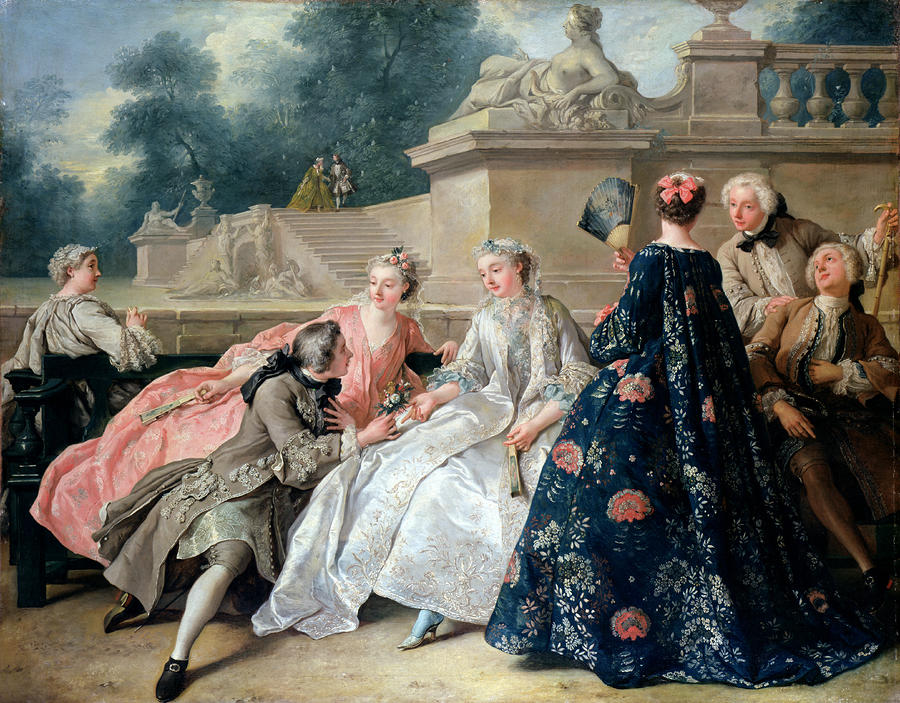
Przykłady wczesnych, swobodnych wersji robes à la française, które nie były ubiorami stosownymi na uroczystości dworskie. Jean-François de Troy, "Deklaracja miłości", 1731.

We wczesnych modelach zauważalne było pochodzenie sukni od swobodnych form odzieży zwanych dezabilkami. Luźną suknię zakładano na zasznurowany ciasno gorset i spodnią spódnicę. Tył sukni był akcentowany dwustronną fałdą, która spływała z ramion, przechodząc w tren. Charakterystyczne fałdy sukni nazywano w późniejszym okresie pli Watteau od nazwiska malarza, który często przedstawiał tego typu suknie na swoich obrazach. Otwarty przód stanika z głębokim dekoltem ozdabiano zwykle dwiema kokardami.
W latach 40. XVIII w. stanik sukni stał się bardziej dopasowany i usztywniony, tracąc typowy dla początkowego okresu panowania mody à la française swobodny charakter. Rozcięty przód sukni ukazywał pikowany przód spódnicy spodniej, którą poszerzano klinami bocznymi. Typową ozdobą stanika stała się trójkątna, dekoracyjna wstawka zwana bawetem.
W latach 70. XVIII w. bawety zaczęły wychodzić z mody i brzegi stanika zwykle schodziły się do środka. Zrezygnowano również z pasmanterii i bogatych zdobień materiału. Rękawy zakończone falbanami zamieniono na wąskie rękawy o długości 3/4, wykańczane przymarszczonymi lub plisowanymi paskami materiału (riuszkami).